# مارانيلو
مارانيلو (بالإيطالية: Maranello)‏ هي بلدة في إميليا رومانيا في شمال إيطاليا, تبعد 18 كم عن مودينا. بلغ مجموع سكان مارانيلو 16,841 ألف نسمة في تعداد 2009. مارانيلو معروفه على أنها مسقط رأس شركة فيراري و فريق سباق فيراري الفئة الأولى.

## السكان
في سنة 1861 بلغ عدد السكان 2٬934 نسمة، وتطور العدد ليصل في سنة 2011 لـ 16٬622 نسمة.
يظهر هذا المخطط البياني تطور النمو السكاني لـ مارانيلو

## توأمة
لمارانيلو اتفاقيات توأمة مع:
- أوفييدو

## أعلام
- أمبرتو ماسيتي

## وصلات خارجية
- الموقع الرسمي

1. ↑  "Superficie di Comuni Province e Regioni italiane al 9 ottobre 2011" (بالإيطالية). Istituto nazionale di statistica. Retrieved 2019-03-16.
2. ↑   https://demo.istat.it/?l=it. {{استشهاد ويب}}: |url= بحاجة لعنوان (مساعدة) والوسيط |title= غير موجود أو فارغ (من ويكي بيانات) (مساعدة)
3. ↑  بيانات من موقع ISTAT - Istituto nazionale di statistica (ISTAT);  اطلع عليه بتاريخ 28-12-2012. "نسخة مؤرشفة". مؤرشف من الأصل في 2019-08-03. اطلع عليه بتاريخ 2020-02-05.{{استشهاد ويب}}:  صيانة الاستشهاد: BOT: original URL status unknown (link)